# You Only Tell Me You Love Me When You're Drunk
Singles de Pet Shop Boys
New York City Boy
(1999) Break 4 Love
(2001)
You Only Tell Me You Love Me When You're Drunk est une chanson du duo britannique Pet Shop Boys extraite de leur septième album studio, Nightlife, paru le 11 octobre 1999.
Le 3 janvier 2000, presque trois mois après la sortie de l'album, la chanson a été publiée en single. C'était le troisième et dernier single tiré de cet album.
Le single a atteint la 8e place au Royaume-Uni.